# Budynek Hotelu Reichshof w Bytomiu
Budynek Hotelu Reichshof w Bytomiu – budynek narożny z 2. połowy XIX wieku, rozbudowany w 1905 roku przy ulicy Dworcowej 19 w Bytomiu, wpisany do rejestru zabytków nieruchomych województwa śląskiego.

## Historia
Obiekt poprzedzający dzisiejszy budynek powstał w 2. połowie XIX wieku na planie zbliżonym do kwadratu. Był to dwupiętrowy hotel w stylu neorenesansowym. W latach 1876–1883 jego właścicielem był Emanuel Siegheim, od 1885 roku – Max Krueger, a od 1899 roku – Gustav Grundmann.
Budynek hotelu powstał poprzez jego rozbudowę w 1905 roku według projektu Franza Stozika (lub Sotzika; według innego źródła autorem projektu był mistrz budowlany F. Tompik). Powstało wówczas skrzydło wschodnie, a elewacje zostały ujednolicone w stylu secesyjnym. Hotel nazywał się Reichshof, a także Nowak's Hotel od nazwiska właściciela Carla Nowaka juniora, który był w jego posiadaniu od 1905 do 1929 roku. Następnie po przymusowej licytacji obiekt był własnością gminy Beuthen w latach 1929–1931. Kolejnym właścicielem w latach 1931–1941 był Josef Sikorski, wówczas hotel I kategorii nazywał się Europahof. Na parterze mieścił się od 1907 roku sklep z cygarami i innymi wyrobami tytoniowymi, a od 1929 roku placówka banku. W latach 1920–1921 w hotelu mieściła się redakcja czasopisma „Orędzie Sokole”, którego redaktorem był Augustyn Świder
Budynek po II wojnie światowej zajmował Hotel Pionier. Wnętrze budynku po zaprzestaniu pełnienia funkcji hotelowych został przekształcone w szereg lokali użytkowych. 
15 grudnia 1997 roku gmach został wpisany do rejestru zabytków nieruchomych województwa katowickiego pod numerem A/1654/97. Od końca lat 90. XX wieku pozostawał nieużytkowany jako hotel, mieściły się w nim biura rozmaitych firm.
Obiekt został wystawiony na sprzedaż przez Wojewódzkie Przedsiębiorstwo Usług Turystycznych bezskutecznie w 2012 roku, a także pod koniec 2022 roku z ceną wywoławczą 2,55 mln zł. Po raz kolejny wystawiono go w czerwcu 2023 roku z ceną wywoławczą 2,2 mln zł.

## Architektura
Działka zajmowana przez narożną kamienicę ma powierzchnię 570 m², jest zbliżona do prostokąta, znajduje się na skrzyżowaniu ulic Dworcowej 19 i Stanisława Moniuszki. Powierzchnia użytkowa narożnego obiektu wynosi 1613,26 m², ma on 4 kondygnacje nadziemne. Lico ostatniej kondygnacji lekko wycofane, otoczone długimi tarasami z secesyjnymi balustradami, które osłaniała przeszklona żeliwna wiata. Elewacje w stylu secesyjnym, pierwotnie na narożu budynek był zwieńczony wieżyczką. Na elewacjach pomiędzy kondygnacjami znajdują się płyciny z dekoracjami roślinnymi oraz z maszkaronami. Otwory okienne są prostokątne, a w starszej zachodniej części są one zamknięte od góry łukowato. Elewacje wieńczą trzy szczyty: jeden od ul. Dworcowej oraz dwa od ul. S. Moniuszki. Na jednym ze szczytów od strony ul. S. Moniuszki znajduje się inskrypcja z datą budowy: ANNO 1905 i monogram inwestora złożony z liter CN.
Od obu stron ulic znajdują się klatki schodowe, jednak od strony ul. S. Moniuszki wejście do jednej z nich zostało zamurowane. Podwórze otoczone nieregularnym dziedzińcem pokrywa utwardzona nawierzchnia.

## Galeria

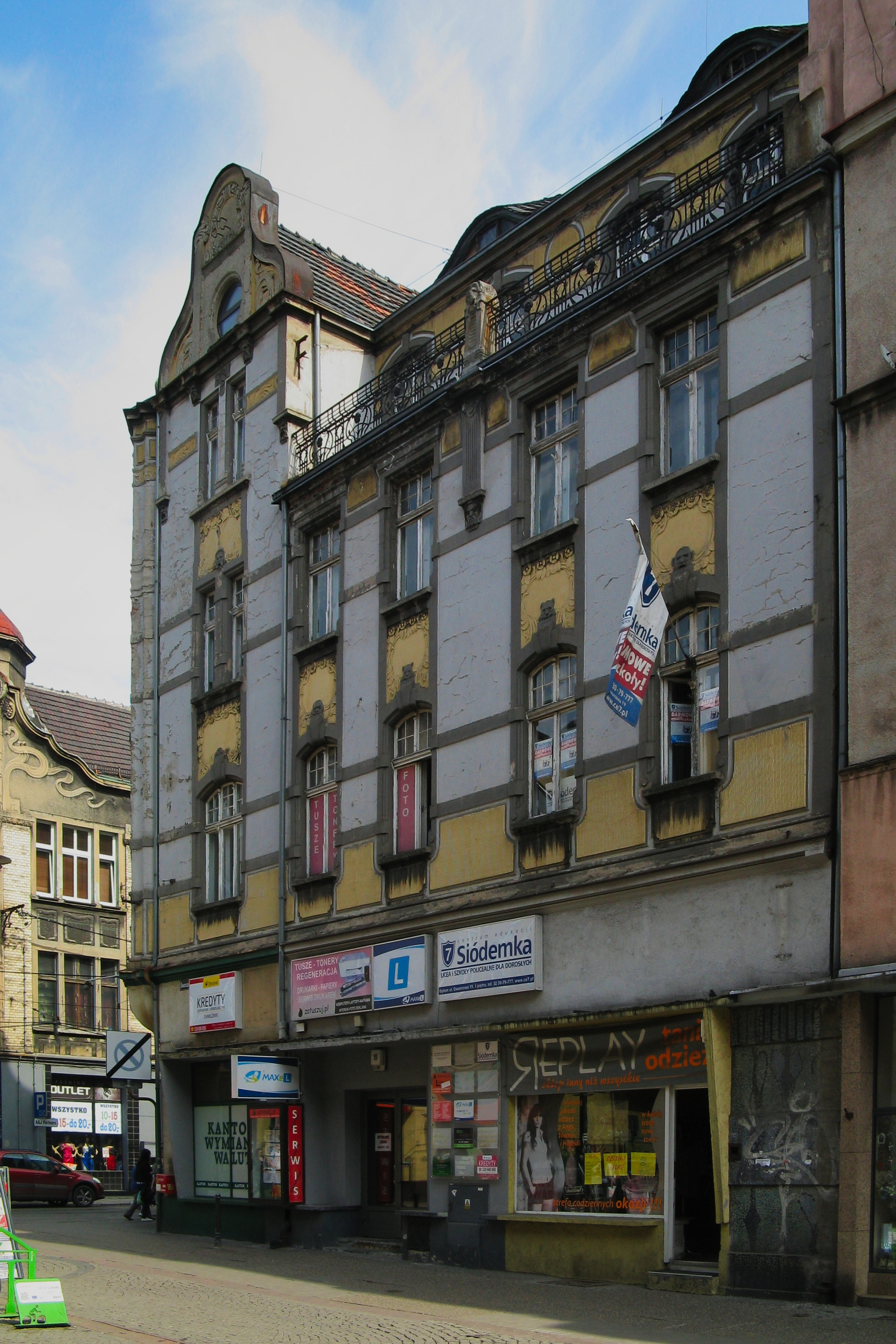
Elewacja od ul. Dworcowej (2018)
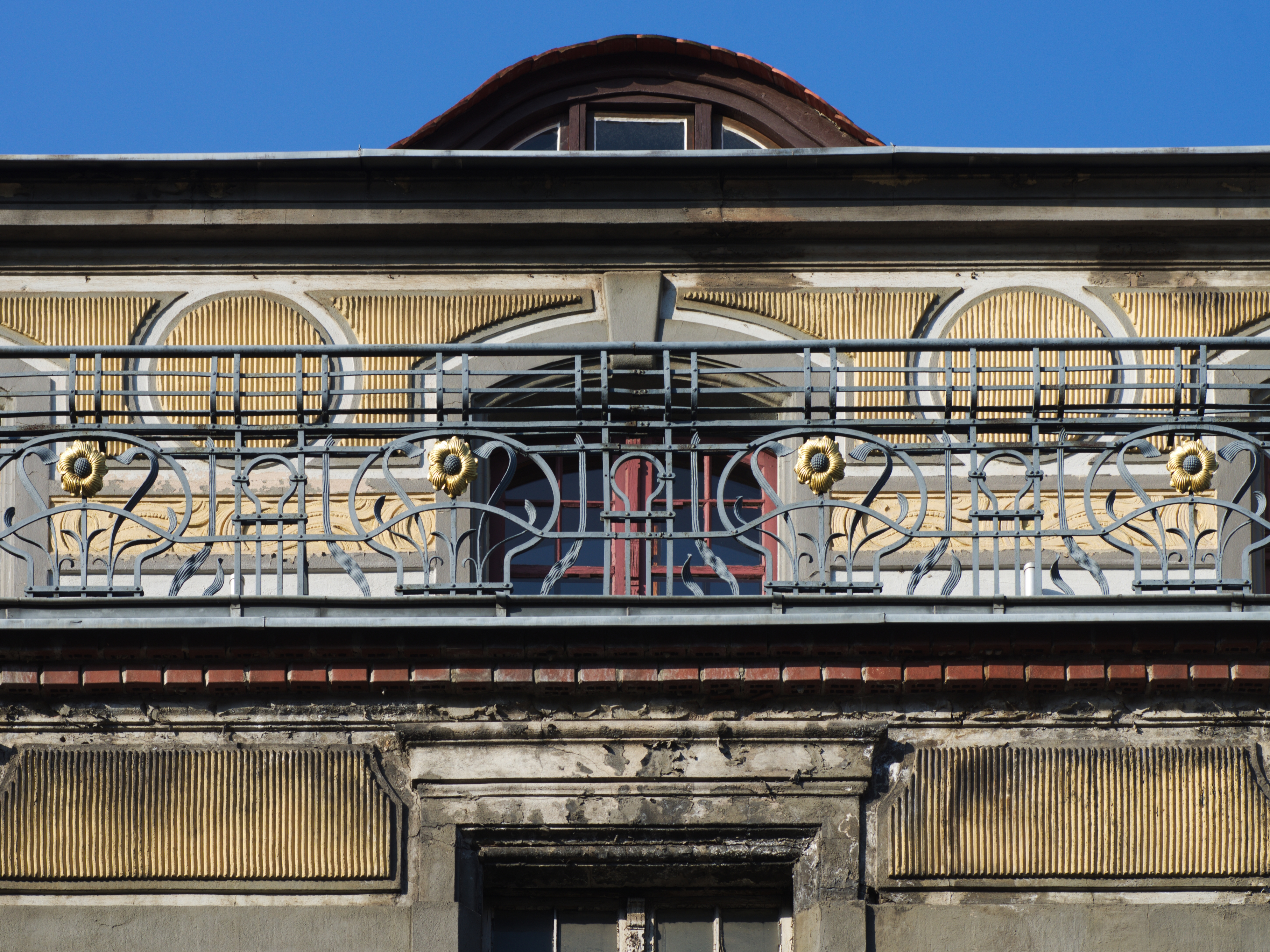
Taras od ul. S. Moniuszki (2024)
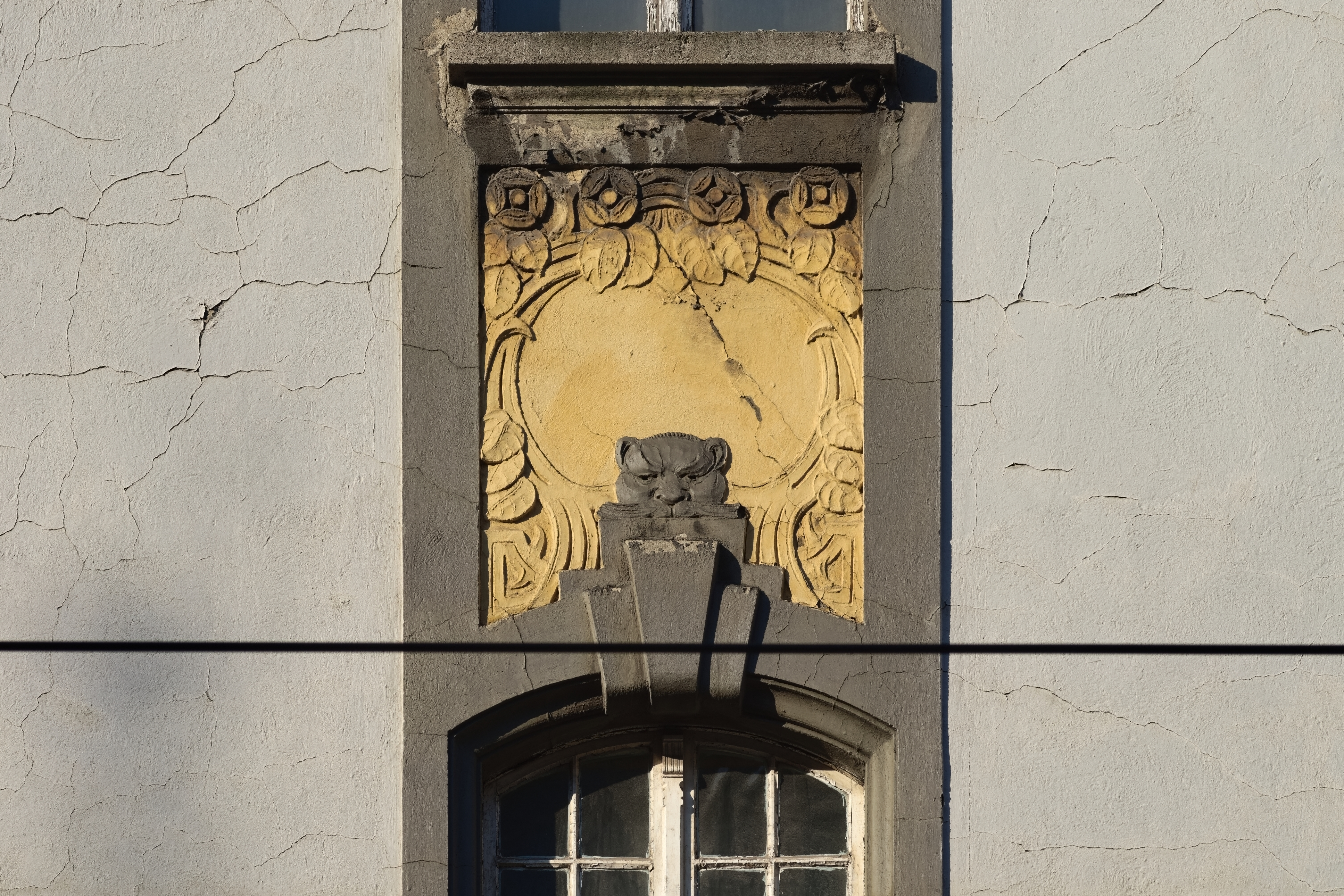
Płycina na elewacji od ul. S. Moniuszki (2024)
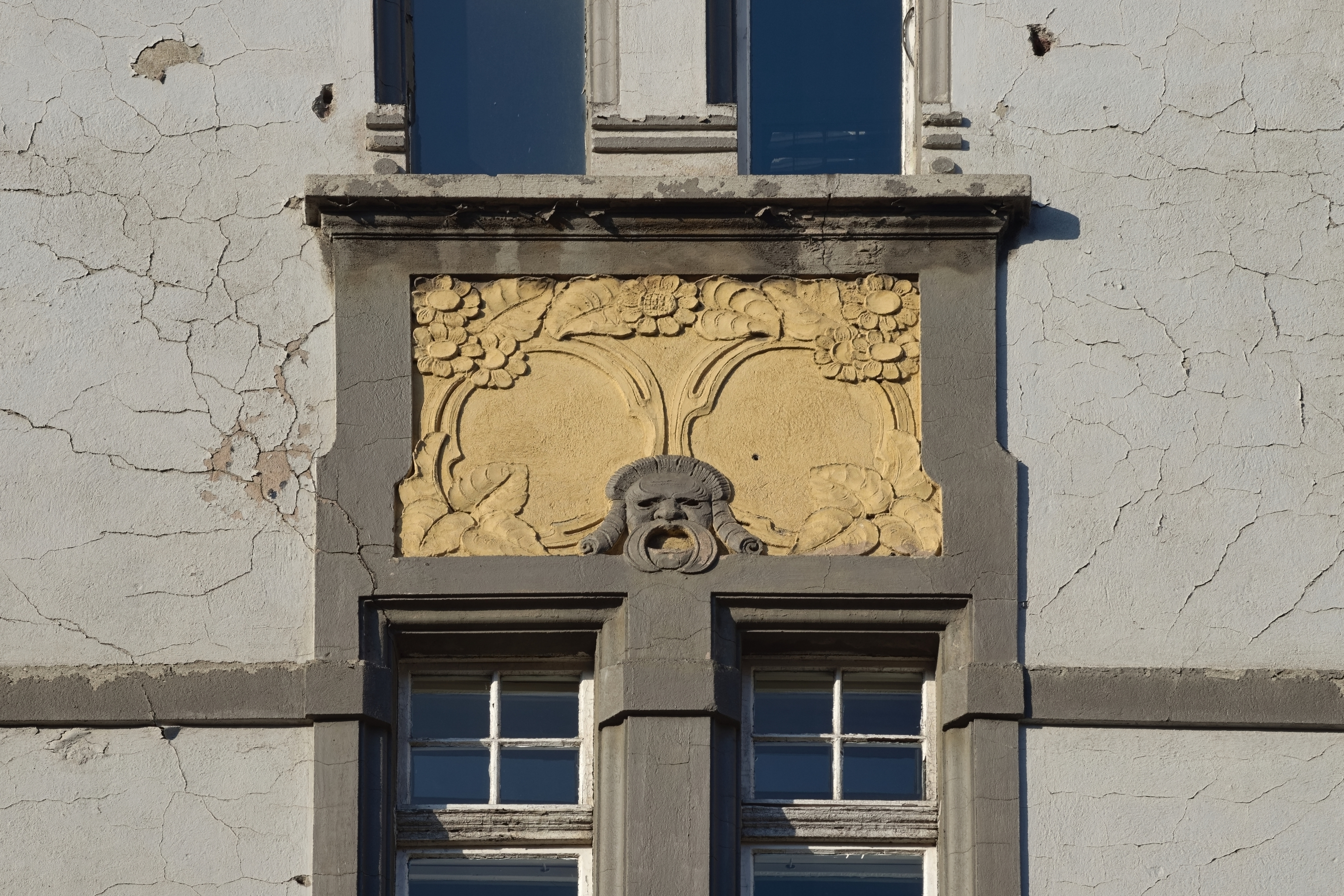
Płycina na elewacji od ul. S. Moniuszki (2024)
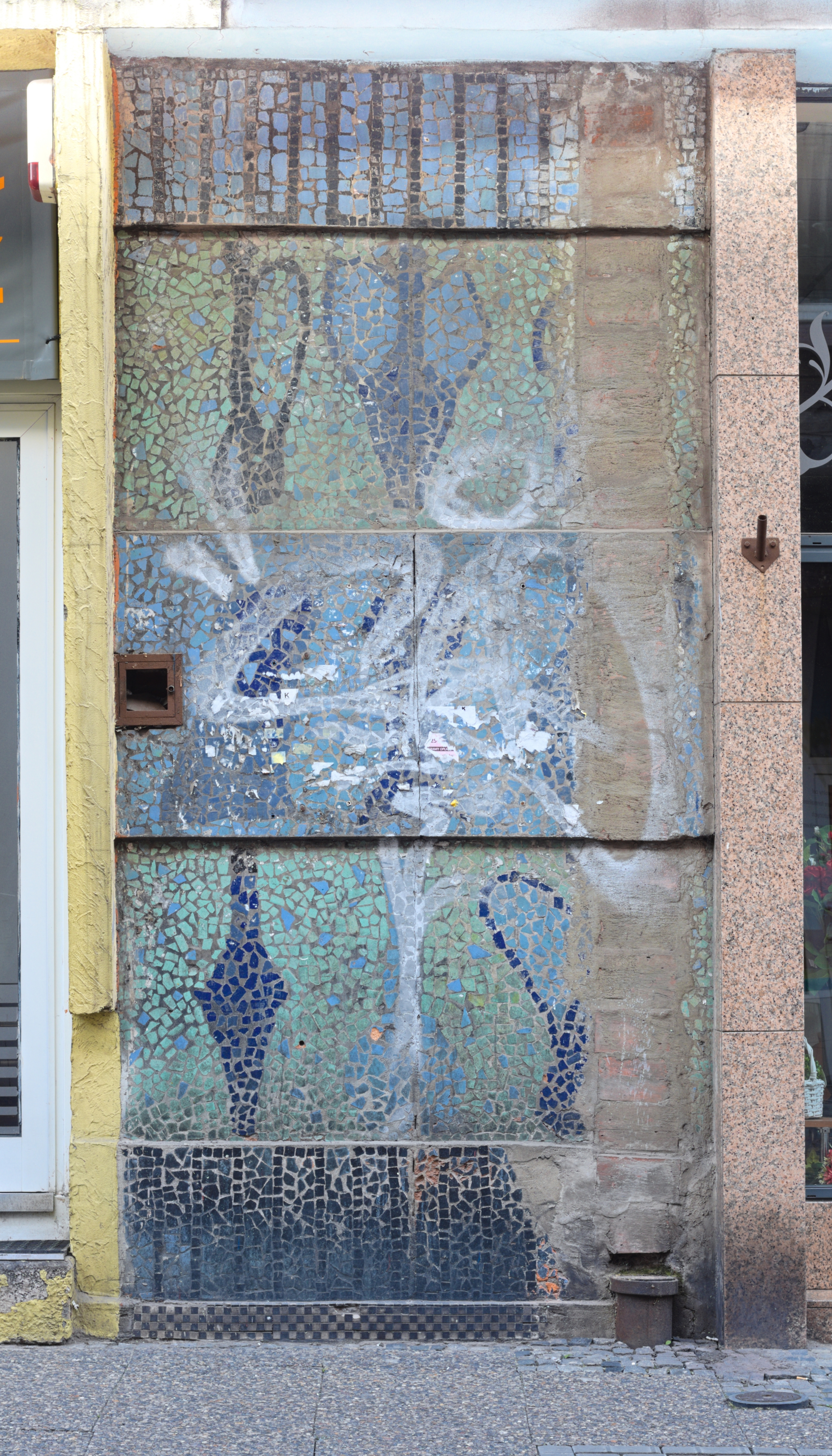
Mozaika z PRL-u na parterze od ul. Dworcowej